# Victor Ghimpu
Victor Ghimpu (n. 5 aprilie 1896, Tabani, județul Hotin, gubernia Basarabia, Imperiul Rus – d. 1952, Timișoara, România) a fost un agronom, cariolog și fitopatolog român, considerat unul dintre cei mai de seamă reprezentanți ai cariologiei agronomice și un pionier al protecției tutunului împotriva bolilor și dăunătorilor. A fost profesor universitar la Timișoara și membru al Academiei de Științe din România.

## Biografie

### Educație
Victor Ghimpu a absolvit școala primară în satul natal, Tabani, și liceul la Cernăuți. În 1917, s-a înscris la Facultatea de Științe a Universității din Iași, Secțiunea de Științe Agricole, pe care a absolvit-o în 1920. În 1924, a primit o bursă de stat pentru a studia agronomia la Universitatea din Nancy, Franța, absolvind în 1927. Între 1927 și 1930, s-a perfecționat în cariologie la Universitatea Sorbona, sub îndrumarea citologului A. Guillermont, obținând titlul de doctor în științe în 1930.

### Carieră profesională
După absolvirea universității din Iași, Ghimpu a lucrat un timp la Regia Tutunului în Basarabia, la Soroca. În 1930, a fost numit șef al Laboratorului de Fitopatologie și Entomologie al Stațiunii de Cercetări pentru Cultura Tutunului de la Băneasa, funcție deținută până în 1946. În 1941, a devenit profesor la Universitatea din Odessa, iar din 1946 a ocupat catedra de „Protecția plantelor” la Facultatea de Agronomie din Timișoara, unde a activat până la moartea sa, în 1952.
Ghimpu a fost un reprezentant frecvent al României la congrese și expoziții internaționale, vizitând țări precum Anglia, Franța, SUA, Egipt și Danemarca. A contribuit la Enciclopedia României, vol. III (Economie națională), cu date despre cultura tutunului.

## Contribuții științifice

### Cariologie
Victor Ghimpu a fost cel mai de seamă cariolog agronom român al epocii sale. Între 1927 și 1930, a efectuat cercetări la Sorbona, determinând numărul de cromozomi la peste 60 de specii din genurile *Medicago*, *Hordeum*, *Vitis*, *Acacia*, *Quercus* și *Nicotiana*. Lucrările sale, precum *Contribution à l’étude caryologique du genre Medicago* (1928) și *Recherches cytogénétiques sur les genres Hordeum, Acacia, Medicago, Vitis et Quercus* (1930), au fost citate în atlasul cariologic mondial coordonat de A. Fedorov. A studiat sateliții cromozomiali, oferind ipoteze confirmate ulterior despre originea și rolul lor, în lucrări precum *Contribuții à l’étude de satellites du genre Hordeum* (1928) și *Satellites des chromosomes dans le règne végétal* (1930).

### Genetică
În *Recherches cyto-génétiques des Nicotiana résistants à la mosaïque* (1942), Ghimpu a studiat soiuri și hibrizi de tutun, analizând diviziunea meiotică și ciclul mitotic. A demonstrat transmiterea genetică a rezistenței la mozaic și a stabilit că virusurile nu afectează diviziunea meiotică la soiurile de tutun, observând aberații doar la hibrizi.

### Fitopatologie și protecția plantelor
Ghimpu a fost un pionier al protecției tutunului împotriva bolilor și dăunătorilor. La Stațiunea Băneasa, a publicat lucrarea de referință *Bolile și insectele dăunătoare tutunului* (1941, 415 pagini, cu un supliment în 1942, 250 pagini), considerată una dintre cele mai valoroase lucrări de acest gen la nivel mondial la acea dată. A abordat viroze, bacterioze, micoze, paraziți și insecte, bazându-se pe o bibliografie extinsă și contribuții proprii. A tradus și lucrarea *Cultura tutunului* de Prianișnikov (1926), cu un caracter practic.
Ca profesor la Timișoara, a publicat cursul *Protecția plantelor* (1948, 1952, 872 pagini), structurat în trei volume: Partea generală, Fitopatologie și Entomologie. Lucrarea a fost un reper pentru studenți și practicieni, bazându-se pe cursurile lui Boldrev și Bei-Bienko.

## Lucrări publicate
Victor Ghimpu a publicat peste 190 de articole în reviste precum *Buletinul tutunului*, *Viața agricolă* și *Pagini agrare și sociale*, precum și numeroase broșuri și lucrări științifice. Dintre cele mai importante:
- Agricultura pe câmpul internațional, Ed. PAS, București, 1925
- Progresul agriculturii, Ed. PAS, București, 1926
- Cultura tutunului (traducere după Prianișnikov), Ed. PAS, București, 1927
- Contribution à l’étude caryologique du genre Medicago, 1928
- Contribuții à l’étude de satellites du genre Hordeum, 1928
- Recherches cytogénétiques sur les genres Hordeum, Acacia, Medicago, Vitis et Quercus, 1930
- Satellites des chromosomes dans le règne végétal, Lyon, 1930
- Infinitul mic în patologia vegetală, *Viața agricolă*, nr. 5, București, 1935
- Bacteriozele plantelor cultivate și bacteriile fitopatogene, Ed. PAS, București, 1935
- Bolile soiei, *Viața agricolă*, București, 1935
- Egiptul agricol vechi și modern, Ed. PAS, București, 1937
- Cultura tutunului în România, *Monitorul Oficial*, București, 1938
- Cultura tutunului în SUA, *Monitorul Oficial*, București, 1939
- Bolile bacteriene ale plantelor, *Buletinul cultivării și fermentării tutunului*, nr. 1, București, 1939
- Despre insecta Trips Tabaci, *Monitorul Oficial*, București, 1939
- Încercări pentru prepararea, conservarea și întrebuințarea zemei bordeleze, *Monitorul Oficial*, București, 1939
- Contribuții generale asupra fitopatologiei, Ed. PAS, București, 1939
- Bolile și insectele dăunătoare tutunului, *Monitorul Oficial*, București, 1941
- Dușmanii noștri din totdeauna, insectele, *Natura*, nr. 11, 12, București, 1941
- Sur les recherches caryologiques des plantes, Ed. Cartea Românească, București, 1941
- Recherches cyto-génétiques des Nicotiana résistants à la mosaïque, *Monitorul Oficial*, București, 1942
- Sur les satellites chromosomiques, Ed. Cartea Românească, București, 1943
- Impresii din America, *Finanțe și industrie*, București, 1946
- Protecția plantelor. Îndrumări științifice și practice pentru cunoașterea și combaterea bolilor și insectelor dăunătoare plantelor cultivate, vol. I-III, Editura Centrului Studențesc, Timișoara, 1950

## Imagine
Victor Ghimpu a fost profesor la Facultatea de Agronomie a Institutului Agronomic Timișoara, unde a predat cursul de Protecția plantelor. O imagine a copertei cursului său universitar este disponibilă: Institutul Agronomic Timișoara – Protecția plantelor.

## Distincții
- Membru al Academiei de Științe din România
- Membru al Societății Române de Științe
- Membru al Asociației Generale a Inginerilor din România
- Membru al Societății de Științe Naturale din Odessa
- Membru al Societății de Patologie Vegetală din Paris

## In memoriam
Victor Ghimpu a murit în 1952, în plină activitate, la Timișoara, și a fost înmormântat în Cimitirul „Sfânta Vineri” din București. Rămâne în istoria științei agricole românești ca un pionier al cariologiei, un eminent fitopatolog și cel mai de seamă specialist în protecția tutunului al epocii sale.